# Кроствиц
Кроствиц или Крусћице (њем. Crostwitz, глсрп. Chrósćicy) општина је у њемачкој савезној држави Саксонија. Једно је од 63 општинска средишта округа Бауцен. Према процјени из 2010. у општини је живјело 1.111 становника. Посједује регионалну шифру (AGS) 14625080.

## Географски и демографски подаци
Кроствиц се налази у савезној држави Саксонија у округу Бауцен. Општина се налази на надморској висини од 170 метара. Површина општине износи 13,3 km². У самом мјесту је, према процјени из 2010. године, живјело 1.111 становника. Просјечна густина становништва износи 83 становника/km².

## Међународна сарадња
| Мјесто   | Држава | Врста сарадње | Од    |
| -------- | ------ | ------------- | ----- |
| Намислов | Пољска | партнерство   | 1983. |
| Извор    |        |               |       |